# 東浦庄治
東浦 庄治（ひがしうら しょうじ、1898年（明治31年）4月8日 - 1949年（昭和24年）9月2日）は、日本の農業指導者、政治家。参議院議員。三重県度会郡城田村中須（現伊勢市）出身。

## 人物
自作農の家に生まれる。1923年、東京帝国大学経済学部を卒業。
当時ようやく本格的な農政運動を開始していた帝国農会（帝農）に入り、農政調査を行いながら農政論の提唱をする。
1936年、帝国農会に幹事として復帰。1943年の農業団体統合直前までは帝農を全国機関とする系統農会の事実上の指導者として活躍する。
終戦後は全国農業会副会長となる。政界に進出し、1947年（昭和22年）4月、第1回参議院議員通常選挙で全国区に無所属で出馬して当選し、緑風会に所属して参議院議員に1期在任した。1948年（昭和23年）農業協同組合発足に伴う農業会解体によって農業団体の主流から外れる。
1949年9月2日午前1時頃、自殺。自宅2階の居室にて鴨居に兵児帯を掛け、縊死しているのを午前7時頃に妻が発見した。1か月ほど前から神経衰弱気味で、睡眠時にはカルモチンを服用していたという。

## 著作
- 『日本農業概論』〈岩波全書〉岩波書店、1933年。
- 『農業団体の統制』〈農村更生叢書 ; 9〉日本評論社、1933年。
- 『日本産業組合史』〈産業組合全書 ; 第9巻〉高陽書院、1935年。
- 東浦庄治選集刊行会編『日本農政論：東浦庄治選集』農業評論社、1952年。